# Nellee Hooper
Nellee Hooper (ur. 15 marca 1963 w Bristolu) – brytyjski producent muzyczny i kompozytor znany ze współpracy z Björk, No Doubt, Madonną, Gwen Stefani, Garbage, U2, Sneaker Pimps, Soul II Soul oraz Massive Attack.
Nellee Hooper jest także współtwórcą soundtracku (wraz ze słynnym szkockim kompozytorem Craig Armstrongiem i Mariusem De Vries) do filmu Baz'a Luhrmanna z 1996 roku Romeo i Julia.

## Twórczość
- Body & Soul (Ashley Breathe)
- The End Is the Beginning Is the End (The Smashing Pumpkins)
- The Beginning Is The End Is The Beginning (The Smashing Pumpkins)
- Wonderful Life (Gwen Stefani)
- Early Winter (Gwen Stefani)
- #1 Crush (Nellee Hooper Remix) (Garbage)
- What You Waiting For? (Gwen Stefani)
- Luxurious (Gwen Stefani)
- The Real Thing (Gwen Stefani)
- Danger Zone (Gwen Stefani)
- Hella Good (No Doubt)
- It’s My Life (No Doubt)
- Running (No Doubt)
- Sometimes You Can’t Make It on Your Own (U2)
- Hold Me, Thrill Me, Kiss Me, Kill Me (U2)
- If God Will Send His Angels (U2)
- GoldenEye (Tina Turner)
- 6 Underground (Nelle Hooper Edit) (Sneaker Pimps)
- Gabriel (Nelle Hooper Mix) (Lamb)
- Keep On Moving (Soul II Soul)
- Back To Life (However Do You Want Me) (Soul II Soul)
- Get A Life (Soul II Soul)
- It's Oh So Quiet (Björk)
- Big Time Sensuality (Björk)
- Hyperballad (Björk)
- Venus as a Boy (Björk)
- Violently Happy (Björk)
- Isobel (Björk)
- Human Behaviour (Björk)
- Army of Me (Björk)
- Down Boy (Holly Valance)
- Under The Bridge (All Saints)
- Bedtime Story (Madonna)
- I Want You (Madonna feat. Massive Attack)
- Sanctuary (Madonna)
- Inside Of Me (Madonna)
- Survival (Madonna)
- Forbidden Love (Madonna)
- Got Til It's Gone (Nellee Hooper Master Mix) (Janet Jackson feat. Q-Tip i Joni Mitchell)
- Where Are You Now (Nellee Hooper Mix) (Janet Jackson)
- Feel No Pain (Nellee Hooper Remix) (Sade)
- Empires (Lamya)
- Young Hearts Run Free (Kym Mazelle)
- Nothing Compares 2 U (Sinéad O’Connor)